# Raymordella adusta
La Raymordella adusta è un coleottero del genere Raymordella, della famiglia delle Mordellidae.
Fu descritto nel 1967 da Franciscolo.